# Ginger Baker
Ginger Baker (London, 1939. augusztus 19. – Canterbury,  2019. október 6.) angol rockdobos, aki a Graham Bond Organisationban szerzett hírnevet, de a Cream együttesben vált világhírűvé.
A Cream előtt tagja volt a Blues Incorporatednek , a Graham Bond Quartetnek és a már említett Graham Bond Organisationnak.
A Cream feloszlása után részt vett több projektben is: a Robert Stigwood menedzser által 1969-ben létrehozott Blind Faith-ben és a saját maga által alapított két zenekarban, a Baker's Air Force-ban (1970) valamint a Baker-Gurvitz Army-ban (1975), de tagja volt a The Jeff Beck Groupnak és játszott az Atomic Roosterben is.
Játékában a kemény rock mellett a jazz is nagy szerepet kap. Baker olyan dobos legendákra volt hatással, mint például Keith Moon a The Who-ból vagy a Led Zeppelin néhai ütőse, John Bonham.

## Diszkográfia

### Blind Faith
- Blind Faith Polydor (1969)

### Cream
- Fresh Cream Polydor (1966)
- Disraeli Gears Polydor (1967)
- Wheels of Fire Polydor (1968)
- Goodbye Polydor (1969)
- Live Cream Polydor (1970)
- Live Cream Volume II Polydor (1972)
- Live 1968 Koin (1989)
- Royal Albert Hall London May 2-3-5-6 2005 Reprise (2005)

### Ginger Baker's Air Force
- Ginger Baker's Air Force Atco (1970)
- Ginger Baker's Air Force II Atco (1970)

### Baker Gurvitz Army
- Baker Gurvitz Army Janus (1974)
- Elysian Encounter Atco (1975)
- Hearts on Fire Atco (1976)
- Flying In and Out of Stardom Castle (2003)
- Greatest Hits GB Music (2003)
- Live in Derby Major league productions (2005)
- Live Revisited (2005)

### Szólóban
- Stratavarious Polydor (1972)
- Eleven Sides of Baker Sire (1977)
- From Humble Oranges CDG (1983)
- Horses & Trees Celluloid (1986)
- No Material live album ITM (1987)
- Middle Passage Axiom (1990)
- Unseen Rain Day Eight (1992)
- Going Back Home Atlantic (1994)
- Ginger Baker's Energy ITM (1995)
- Ginger Baker The Album ITM (1995)
- Falling off the roof Atlantic (1995)
- Do What You Like Atlantic (1998)
- Coward of the County Atlantic (1999)
- African Force ITM (2001)
- African Force: Palanquin's Pole Synergie (2006)

## Fordítás
- Ez a szócikk részben vagy egészben  a   Ginger Baker című angol Wikipédia-szócikk ezen változatának fordításán alapul.  Az eredeti cikk szerkesztőit annak laptörténete sorolja fel. Ez a jelzés csupán a megfogalmazás eredetét és a szerzői jogokat jelzi, nem szolgál a cikkben szereplő információk forrásmegjelöléseként.